# Катуза (округ, Джорджія)
Шаблон:StateAbbr_ 34°54′ пн. ш. 85°08′ зх. д. / 34.9° пн. ш. 85.14° зх. д.
Округ Катуза (англ. Catoosa County) — округ (графство) у штаті Джорджія, США. Ідентифікатор округу 13047.

## Історія
Округ утворений 1853 року.

## Демографія
За даними перепису
2000 року
загальне населення округу становило 53282 осіб, зокрема міського населення було 37616, а сільського — 15666.
Серед мешканців округу чоловіків було 25783, а жінок — 27499. В окрузі було 20425 домогосподарств, 15391 родин, які мешкали в 21794 будинках.
Середній розмір родини становив 3.
Віковий розподіл населення поданий у таблиці:
| Стать    | До 15 років | 15-21 | 22-29 | 30-39 | 40-49 | 50-65 | 65-85 | Понад 85 |
| -------- | ----------- | ----- | ----- | ----- | ----- | ----- | ----- | -------- |
| Чоловіки | 5922        | 2357  | 2805  | 4145  | 3827  | 4171  | 2403  | 153      |
| Жінки    | 5664        | 2265  | 2852  | 4332  | 4090  | 4530  | 3352  | 414      |

## Суміжні округи
- Гамільтон, Теннессі — північ
- Вітфілд — схід
- Вокер — захід

## Виноски
1. ↑  U.S. Decennial Census. United States Census Bureau. Архів оригіналу за 26 квітня 2015. Процитовано 17 червня 2014.
2. ↑  Historical Census Browser. University of Virginia Library. Архів оригіналу за 11 серпня 2012. Процитовано 19 червня 2014.
3. ↑  Population of Counties by Decennial Census: 1900 to 1990. United States Census Bureau. Архів оригіналу за 2 лютого 2019. Процитовано 19 червня 2014.
4. ↑  Census 2000 PHC-T-4. Ranking Tables for Counties: 1990 and 2000 (PDF). United States Census Bureau. Архів оригіналу (PDF) за 18 грудня 2014. Процитовано 19 червня 2014.
5. ↑  State & County QuickFacts. United States Census Bureau. Архів оригіналу за 8 липня 2011. Процитовано 19 червня 2014.(англ.) Наведено за англійською вікіпедією.
6. ↑  American FactFinder. Бюро перепису населення США. Архів оригіналу за 29 липня 2011. Процитовано 31 січня 2008.

| США | Це незавершена стаття з географії США. Ви можете допомогти проєкту, виправивши або дописавши її. |